# Jiří Kovář
Jiří Kovář (* 5. března 1964) je český sportovní funkcionář a politik ODS, po sametové revoluci československý poslanec Sněmovny lidu Federálního shromáždění za Občanské fórum (později za ODS), počátkem 90. let vedoucí úřadu vlády České republiky.

## Biografie
Před rokem 1989 se podle svých slov angažoval jako ekologický aktivista.
Ve volbách roku 1990 byl zvolen za OF do Sněmovny lidu (volební obvod Jihomoravský kraj). Po rozkladu Občanského fóra přestoupil do poslaneckého klubu ODS. Za ODS obhájil mandát ve volbách roku 1992. Ve Federálním shromáždění setrval do zániku Československa v prosinci 1992.
Patřil mezi zakladatele ODS. Již 4. března 1991 zasedl v přípravném výboru ODS. 1. kongres ODS v listopadu 1991 v Plzni ho zvolil na post místopředsedy strany. Po zániku Československa se stal vedoucím úřadu vlády České republiky. Z této funkce byl ovšem odvolán po rozhodnutí Výkonné rady ODS z 1. července 1993.
Později působil jako konzultant, od roku 2001 pro lichtenštejnskou firmu, která vlastní společnost CEEI. Ta se v roce 2009 zmiňovala jako obchodní partner firmy ČEZ v chystané zakázce na stavbu strategického meziskladu na vyhořelé jaderné palivo. Zakázka čelila kritice pro nejasnou majetkovou strukturu firmy CEEI a provázela ji obvinění z korupce, která Kovář odmítl. Tehdy působil i jako místopředseda Oblastní rady ODS Jihomoravského kraje.
Od roku 1997 je aktivním golfistou, v roce 2011 se zmiňuje jako kandidát na prezidenta České golfové federace (ČGF), přičemž již od roku 2005 působil ve výboru ČGF. Podílel se na organizování Dnů otevřených dveří pořádaných tímto sportovním svazem. Od roku 2005 zasedá na postu předsedy klubu Golf Club Austerlitz.
Je ženatý, má dvě děti. Žije v Brně a Praze.